# 嘉麗·杜莉華
嘉麗·杜莉華（英語：Claire Trevor，1910年3月8日—2000年4月8日）是美國演員，她曾獲得奧斯卡最佳女配角獎。